# Польський Тримбеш (община)
Польський Тримбеш (болг. община Полски Тръмбеш) — община в області Велико Тирново. Населення становить 14 229 осіб (станом на 1 лютого 2011 р.). Адміністративний центр общини — однойменне місто Польський Тримбеш.